# Eisner Award para Best Cover Artist
O Eisner Award para Best Cover Artist (em português, Melhor capista) é uma das categorias do Will Eisner Comic Industry Award, popularmente conhecido como Eisner Awards. A cerimônia foi estabelecida em 1988 e desde então é realizada durante a convenção "Comic-Con", que ocorre anualmente em San Diego, Califórnia. A categoria foi incluída na premiação em 1992.

## Histórico
Entre 1985 e 1987, a editora Fantagraphics Books promoveu o Kirby Awards, uma premiação dedicada à indústria das histórias em quadrinhos e com os vencedores recebendo seus prêmios sempre com a presença do artista Jack Kirby. As edições do Kirby Awards eram organizadas por Dave Olbrich, um funcionário da editora. Em 1987, com a saída de Olbrich, a Fangraphics decidiu encerrar o Kirby Awards e instituiu o Harvey Awards, cujo nome é uma homenagem à Harvey Kurtzman. Olbrich, por sua vez, fundou no mesmo ano o "Will Eisner Comic Industry Award".
Em 1988, a primeira edição do prêmio foi realizada, no mesmo modelo até hoje adotado: Um grupo de cinco membros reúne-se, discute os trabalhos realizados no ano anterior, e decide as indicações para cada uma das categorias, que são então votadas por determinado número de profissionais e os ganhadores são anunciados durante a edição daquele ano da San Diego Comic-Con, uma convenção de quadrinhos realizada em San Diego, Califórnia. Por dois anos o próprio Olbrich organizou a premiação até que, ao ver-se incapaz de reunir os fundos necessários para realizar a edição de 1990 - que acabou não ocorrendo - ele decidiu transferir a responsabilidade para a própria Comic-Con, que desde 1990 emprega Jackie Estrada para organizá-lo. A premiação costumeiramente ocorre às quintas-feiras à noite, durante a convenção, sendo sucedida na sexta-feira pelos Inkpot Awards.

## Vencedores
| Ano  | Artista (s)           | Obra (s)                                              | Editora                    | Indicados | Nota                 |
| ---- | --------------------- | ----------------------------------------------------- | -------------------------- | --- | -------------------- |

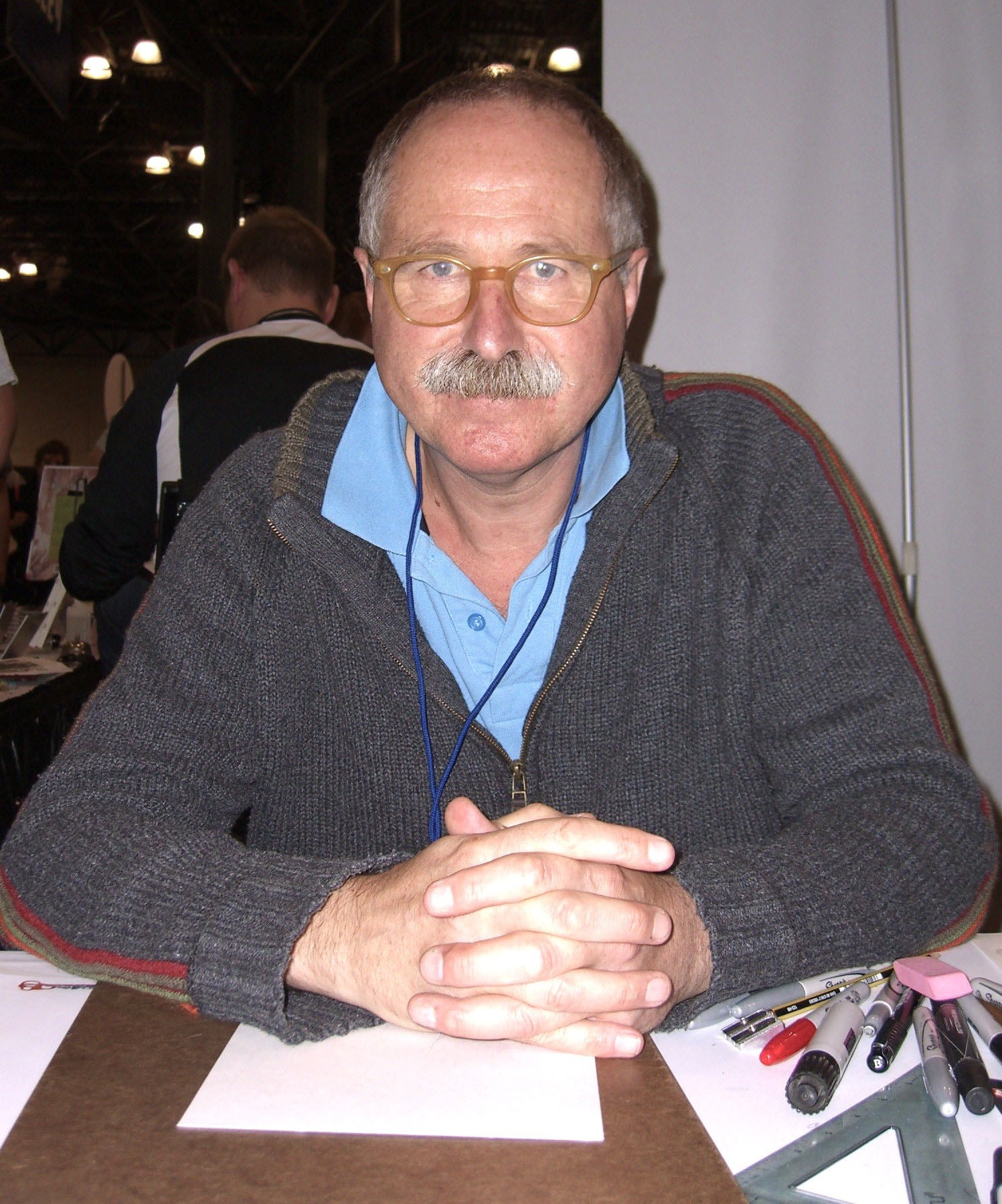
Brian Bolland, em foto de 2010. O desenhista foi vencedor em 1992, 1993, 1994, 1999 e 2001.

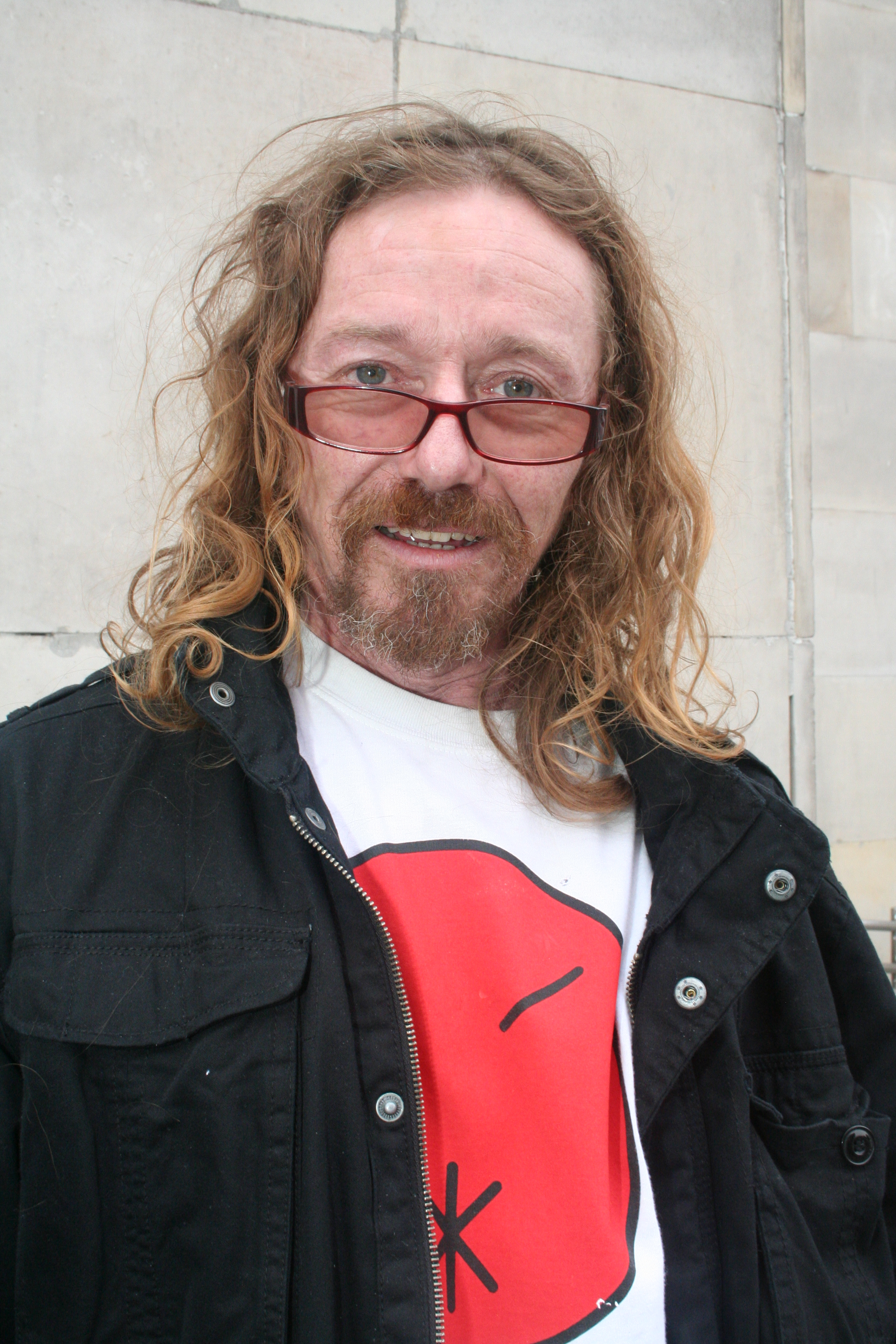
Glenn Fabry, vencedor da categoria em 1995 por seu trabalho em Hellblazer. Fabry já havia sido indicado pela série em 1993 e 1994, e seria novamente indicado em 1999, numa nomeação em conjunto pelo trabalho na série e em Preacher, outra série cujas capas ilustrou e lhe rendeu duas nomeações adicionais em 1998 e 2000.

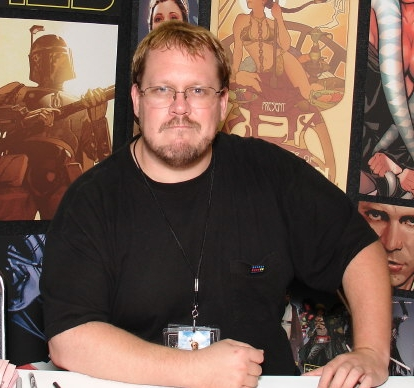
Adam Hughes, vencedor em 2003 por seu trabalho na série Wonder Woman.

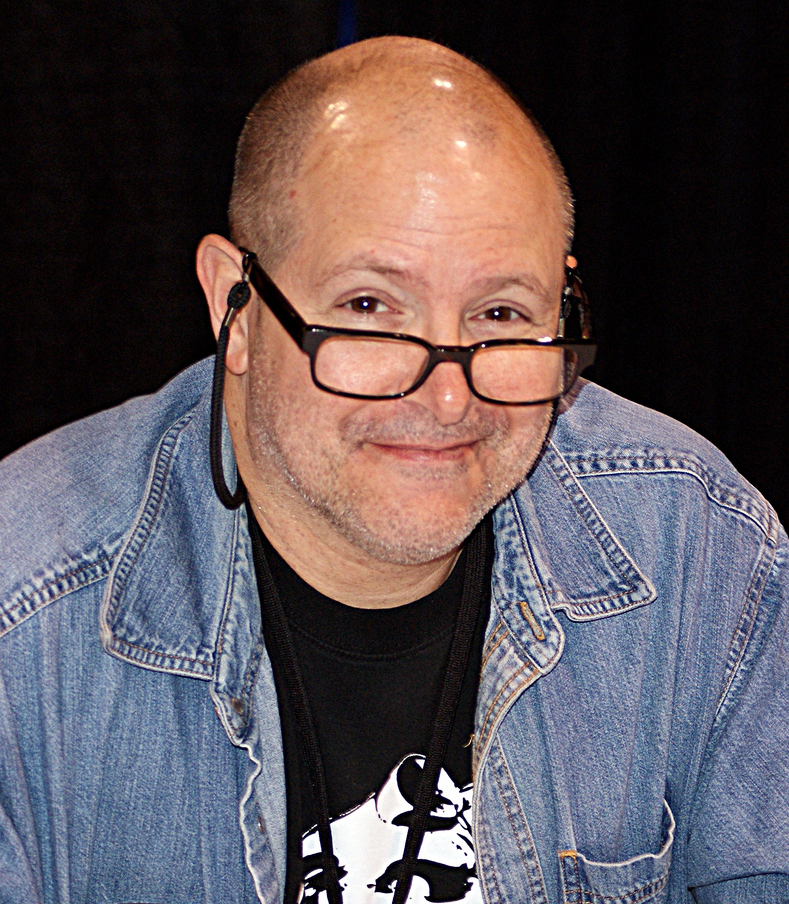
Mike Mignola, criador e capista da série Hellboy, vencedor em 2011.

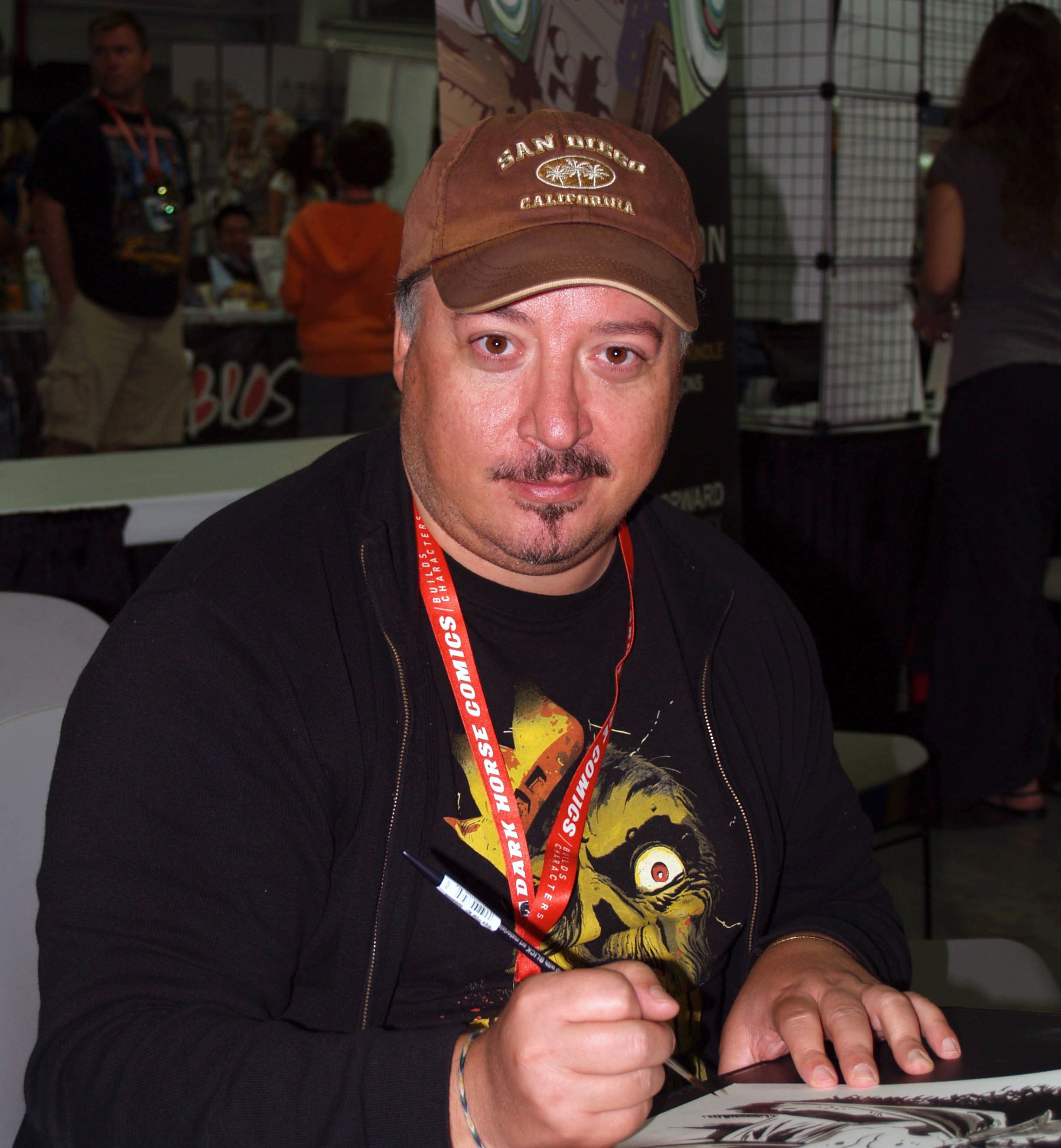
Francesco Francavilla, vencedor em 2012.

| 1992 | Brian Bolland         | Animal Man                                            | DC                         | - Simon Bisley, por Batman: Judgement on Gotham e Doom Patrol (DC) - Karl Kesel, por Indiana Jones and the Fate of Atlantis e Star Wars (Dark Horse) - Brendan McCarthy, por Shade, the Changing Man (DC) | [ 6 ]                |
| 1993 | Brian Bolland         | Animal Man                                            | DC                         | - Simon Bisley, por Grendel: War Child, Terminator: Enemy Within (Dark Horse) e Doom Patrol (DC) - Glenn Fabry, por Hellblazer e The Spectre (DC) - Dave Sim e Gerhard, por Cerebus (Aardvark-Vanaheim) - Brendan McCarthy, por Shade, the Changing Man (DC) - Dave McKean, por Cages (Tundra) e Sandman (DC) - Steve Rude, por World's Finest (DC) e Nexus: The Origin (Dark Horse) - Matt Wagner, por "Faces" em Legends of the Dark Knight (DC)                                                                     | [ 7 ]                |
| 1993 | Brian Bolland         | Wonder Woman                                          | DC                         | - Simon Bisley, por Grendel: War Child, Terminator: Enemy Within (Dark Horse) e Doom Patrol (DC) - Glenn Fabry, por Hellblazer e The Spectre (DC) - Dave Sim e Gerhard, por Cerebus (Aardvark-Vanaheim) - Brendan McCarthy, por Shade, the Changing Man (DC) - Dave McKean, por Cages (Tundra) e Sandman (DC) - Steve Rude, por World's Finest (DC) e Nexus: The Origin (Dark Horse) - Matt Wagner, por "Faces" em Legends of the Dark Knight (DC)                                                                     | [ 7 ]                |
| 1994 | Brian Bolland         | Animal Man                                            | DC/Vertigo                 | - John Bolton, por Aliens/Predator: The Deadliest of the Species (Dark Horse) - Glenn Fabry, por Hellblazer e Vertigo Jam (DC/Vertigo) - Alex Ross, por Marvels (Marvel) - Dave Sim e Gerhard, por Cerebus (Aardvark-Vanaheim) | [ 8 ]                |
| 1994 | Brian Bolland         | Wonder Woman                                          | DC                         | - John Bolton, por Aliens/Predator: The Deadliest of the Species (Dark Horse) - Glenn Fabry, por Hellblazer e Vertigo Jam (DC/Vertigo) - Alex Ross, por Marvels (Marvel) - Dave Sim e Gerhard, por Cerebus (Aardvark-Vanaheim) | [ 8 ]                |
| 1994 | Brian Bolland         | Legends of the Dark Knight #50                        | DC                         | - John Bolton, por Aliens/Predator: The Deadliest of the Species (Dark Horse) - Glenn Fabry, por Hellblazer e Vertigo Jam (DC/Vertigo) - Alex Ross, por Marvels (Marvel) - Dave Sim e Gerhard, por Cerebus (Aardvark-Vanaheim) | [ 8 ]                |
| 1995 | Gleen Fabry           | Hellblazer                                            | DC/Vertigo                 | - Tony Harris, por Starman (DC) - Terry Moore, por Strangers in Paradise (Abstract Studio) - Don Rosa, por Uncle Scrooge (Gladstone) - Rick Veitch, por Roarin' Rick's Rare Bit Fiends (King Hell) - Charles Vess, por Books of Magic (DC/Vertigo) | [ 9 ]                |
| 1996 | Alex Ross             | Kurt Busiek's Astro City                              | Jukebox Productions/Image  | - Frank Miller por X #18-21, Sin City: The Big Fat Kill e Silent Night (Dark Horse) - Charles Vess por Books of Magic (DC/Vertigo), Ice Age on the World of Magic the Gathering (Acclaim/Armada) e The Book of Ballads and Sagas #1 (Green Man Press) - Chris Ware por The Acme Novelty Library (Fantagraphics) e Blab! #8 (Kitchen Sink) - Phil Winslade por Goddess e Vamps: Hollywood & Vein (DC/Vertigo) - Jim Woodring por Jim e Jim Special (Fantagraphics)                                                      | [ 10 ]               |
| 1997 | Alex Ross             | Kurt Busiek's Astro City                              | Jukebox Productions/Image  | - Mark Chiarello por Terminal City (DC/Vertigo) - Tony Harris, por Starman (DC) - Michael Kaluta por Books of Magic (DC/Vertigo) e Vermillion (Helix) - Jerry Ordway por Power of Shazam (DC) - Steve Rude por Nexus: Executioner's Song e Nexus/Madman (Dark Horse) | [ 11 ]               |
| 1997 | Alex Ross             | Kingdom Come                                          | DC                         | - Mark Chiarello por Terminal City (DC/Vertigo) - Tony Harris, por Starman (DC) - Michael Kaluta por Books of Magic (DC/Vertigo) e Vermillion (Helix) - Jerry Ordway por Power of Shazam (DC) - Steve Rude por Nexus: Executioner's Song e Nexus/Madman (Dark Horse) | [ 11 ]               |
| 1998 | Alex Ross             | Kurt Busiek's Astro City                              | Jukebox Productions/Homage | - Mike Allred por Red Rocket 7 (Dark Horse) - Mark Crilley por Akiko (Sirius) - Glenn Fabry por Preacher (DC/Vertigo) - Jerry Ordway por Power of Shazam (DC) - Steve Rude por Nexus: Nightmare in Blue e Nexus: God Con (Dark Horse) - Ty Templeton por Batman & Robin Adventures (DC) | [ 12 ]               |
| 1998 | Alex Ross             | Uncle Sam                                             | DC/Vertigo                 | - Mike Allred por Red Rocket 7 (Dark Horse) - Mark Crilley por Akiko (Sirius) - Glenn Fabry por Preacher (DC/Vertigo) - Jerry Ordway por Power of Shazam (DC) - Steve Rude por Nexus: Nightmare in Blue e Nexus: God Con (Dark Horse) - Ty Templeton por Batman & Robin Adventures (DC) | [ 12 ]               |
| 1999 | Brian Bolland         | The Invisibles                                        | DC/Vertigo                 | - Glenn Fabry, por Preacher, Hellblazer (DC/Vertigo) e Aliens vs. Predator: Eternal (Dark Horse) - Dave McKean, por The Dreaming (DC/Vertigo) - Frank Miller e Lynn Varley, por 300 (Dark Horse) - Joe Quesada e Jimmy Palmiotti, por Daredevil (Marvel), Painkiller Jane/DarkChylde e Painkiller Jane/Hellboy (Event) | [ 13 ]               |
| 2000 | Alex Ross             | Batman: No Man's Land                                 | DC                         | - John Cassaday, por Planetary (DC/Wildstorm) - Frank Cho, por Liberty Meadows (Insight Studios) - Glenn Fabry, por Preacher (DC/Vertigo) - Dave McKean, por The Dreaming (DC/Vertigo) | [ 14 ]               |
| 2000 | Alex Ross             | Batman: Harley Quinn                                  | DC                         | - John Cassaday, por Planetary (DC/Wildstorm) - Frank Cho, por Liberty Meadows (Insight Studios) - Glenn Fabry, por Preacher (DC/Vertigo) - Dave McKean, por The Dreaming (DC/Vertigo) | [ 14 ]               |
| 2000 | Alex Ross             | Batman: War on Crime                                  | DC                         | - John Cassaday, por Planetary (DC/Wildstorm) - Frank Cho, por Liberty Meadows (Insight Studios) - Glenn Fabry, por Preacher (DC/Vertigo) - Dave McKean, por The Dreaming (DC/Vertigo) | [ 14 ]               |
| 2000 | Alex Ross             | Kurt Busiek's Astro City                              | Homage/DC/Wildstorm        | - John Cassaday, por Planetary (DC/Wildstorm) - Frank Cho, por Liberty Meadows (Insight Studios) - Glenn Fabry, por Preacher (DC/Vertigo) - Dave McKean, por The Dreaming (DC/Vertigo) | [ 14 ]               |
| 2001 | Brian Bolland         | Batman: Gotham Knights                                | DC                         | - Duncan Fegredo, por Lucifer (Vertigo/DC) - Phil Hale, por Swamp Thing, Vertigo Secret Files e Flinch #11 (Vertigo/DC) - Dave Johnson, por Detective Comics (DC) e 100 Bullets (Vertigo/DC) - Chris Ware, por Acme Novelty Library (Fantagraphics), Jimmy Corrigan (Pantheon) e Drawn & Quarterly vol. 3 (Drawn & Quarterly) | [ 15 ]               |
| 2001 | Brian Bolland         | The Flash                                             | DC                         | - Duncan Fegredo, por Lucifer (Vertigo/DC) - Phil Hale, por Swamp Thing, Vertigo Secret Files e Flinch #11 (Vertigo/DC) - Dave Johnson, por Detective Comics (DC) e 100 Bullets (Vertigo/DC) - Chris Ware, por Acme Novelty Library (Fantagraphics), Jimmy Corrigan (Pantheon) e Drawn & Quarterly vol. 3 (Drawn & Quarterly) | [ 15 ]               |
| 2001 | Brian Bolland         | The Invisibles                                        | DC/Vertigo                 | - Duncan Fegredo, por Lucifer (Vertigo/DC) - Phil Hale, por Swamp Thing, Vertigo Secret Files e Flinch #11 (Vertigo/DC) - Dave Johnson, por Detective Comics (DC) e 100 Bullets (Vertigo/DC) - Chris Ware, por Acme Novelty Library (Fantagraphics), Jimmy Corrigan (Pantheon) e Drawn & Quarterly vol. 3 (Drawn & Quarterly) | [ 15 ]               |
| 2002 | Dave Johnson          | 100 Bullets                                           | DC/Vertigo                 | - Tim Bradstreet, por Hellblazer (DC) - J.G. Jones, por Codename: Knockout e Transmetropolitan (DC/Vertigo) - Jae Lee, por Fantastic Four 1234 (Marvel) e Our Worlds at War (DC) - Mike Mignola, por Hellboy: Conqueror Worm (Dark Horse/Maverick) | [ 16 ]               |
| 2002 | Dave Johnson          | Detective Comics                                      | DC                         | - Tim Bradstreet, por Hellblazer (DC) - J.G. Jones, por Codename: Knockout e Transmetropolitan (DC/Vertigo) - Jae Lee, por Fantastic Four 1234 (Marvel) e Our Worlds at War (DC) - Mike Mignola, por Hellboy: Conqueror Worm (Dark Horse/Maverick) | [ 16 ]               |
| 2003 | Adam Hughes           | Wonder Woman                                          | DC                         | - Kaare Andrews, por Incredible Hulk (Marvel) - Dave Johnson, por Detective Comics (DC) e 100 Bullets (DC/Vertigo) - Terry Moore, por Strangers in Paradise (Abstract Studio) - J. H. Williams III, por Promethea (ABC) | [ 17 ]               |
| 2004 | James Jean            | Batgirl                                               | DC                         | - Dave Johnson, por Batman #620-622 (DC) e 100 Bullets (Vertigo/DC) - Scott McKowen, por 1602 (Marvel) - Joshua Middleton, por NYX, X-Men Unlimited e New Mutants (Marvel) - Sean Phillips, por Sleeper (WildStorm/DC) - Brian Wood, por Global Frequency (WildStorm/DC) | [ 18 ]               |
| 2004 | James Jean            | Fables                                                | DC/Vertigo                 | - Dave Johnson, por Batman #620-622 (DC) e 100 Bullets (Vertigo/DC) - Scott McKowen, por 1602 (Marvel) - Joshua Middleton, por NYX, X-Men Unlimited e New Mutants (Marvel) - Sean Phillips, por Sleeper (WildStorm/DC) - Brian Wood, por Global Frequency (WildStorm/DC) | [ 18 ]               |
| 2005 | James Jean            | Fables                                                | DC/Vertigo                 | - Kieron Dwyer, por Remains (IDW) - Tony Moore, por The Walking Dead (Image) - Frank Quitely, por Bite Club e WE3 (Vertigo/DC) - Michael Turner, por Identity Crisis (DC) | [ 19 ]               |
| 2005 | James Jean            | Green Arrow                                           | DC                         | - Kieron Dwyer, por Remains (IDW) - Tony Moore, por The Walking Dead (Image) - Frank Quitely, por Bite Club e WE3 (Vertigo/DC) - Michael Turner, por Identity Crisis (DC) | [ 19 ]               |
| 2005 | James Jean            | Batgirl                                               | DC                         | - Kieron Dwyer, por Remains (IDW) - Tony Moore, por The Walking Dead (Image) - Frank Quitely, por Bite Club e WE3 (Vertigo/DC) - Michael Turner, por Identity Crisis (DC) | [ 19 ]               |
| 2006 | James Jean            | Fables                                                | DC/Vertigo                 | - Frank Espinosa, por Rocketo (Speakeasy) - Tony Harris, por Ex Machina (Wildstorm/DC) - Jock, por The Losers (Vertigo/DC) - Eric Powell, por The Goon e Universal Monsters: Cavalcade of Horror (Dark Horse) | [ 20 ]               |
| 2006 | James Jean            | Runaways                                              | Marvel                     | - Frank Espinosa, por Rocketo (Speakeasy) - Tony Harris, por Ex Machina (Wildstorm/DC) - Jock, por The Losers (Vertigo/DC) - Eric Powell, por The Goon e Universal Monsters: Cavalcade of Horror (Dark Horse) | [ 20 ]               |
| 2007 | James Jean            | Fables                                                | DC/Vertigo                 | - John Cassaday, por Astonishing X-Men (Marvel), The Escapists (Dark Horse) e The Lone Ranger (Dynamite) - Tony Harris, por Conan (Dark Horse) e Ex Machina (WildStorm/DC) - Dave Johnson, por 100 Bullets (Vertigo/DC), Zombie Tales, Cthulu Tales e Black Plague (Boom!) - J.G. Jones, por 52 (DC) | [ 21 ]               |
| 2007 | James Jean            | Jack of Fables                                        | DC/Vertigo                 | - John Cassaday, por Astonishing X-Men (Marvel), The Escapists (Dark Horse) e The Lone Ranger (Dynamite) - Tony Harris, por Conan (Dark Horse) e Ex Machina (WildStorm/DC) - Dave Johnson, por 100 Bullets (Vertigo/DC), Zombie Tales, Cthulu Tales e Black Plague (Boom!) - J.G. Jones, por 52 (DC) | [ 21 ]               |
| 2007 | James Jean            | Fables: 1001 Nights of Snowfall                       | DC/Vertigo                 | - John Cassaday, por Astonishing X-Men (Marvel), The Escapists (Dark Horse) e The Lone Ranger (Dynamite) - Tony Harris, por Conan (Dark Horse) e Ex Machina (WildStorm/DC) - Dave Johnson, por 100 Bullets (Vertigo/DC), Zombie Tales, Cthulu Tales e Black Plague (Boom!) - J.G. Jones, por 52 (DC) | [ 21 ]               |
| 2008 | James Jean            | Fables                                                | DC/Vertigo                 | - John Cassaday, por Astonishing X-Men (Marvel) e Lone Ranger (Dynamite) - J.G. Jones, por 52 (DC) - Jae Lee, por Dark Tower: The Gunslinger Born (Marvel) - Jim Lee, por All Star Batman and Robin the Boy Wonder (DC) e World of Warcraft (WildStorm/DC) | [ 22 ]               |
| 2008 | James Jean            | The Umbrella Academy                                  | Dark Horse                 | - John Cassaday, por Astonishing X-Men (Marvel) e Lone Ranger (Dynamite) - J.G. Jones, por 52 (DC) - Jae Lee, por Dark Tower: The Gunslinger Born (Marvel) - Jim Lee, por All Star Batman and Robin the Boy Wonder (DC) e World of Warcraft (WildStorm/DC) | [ 22 ]               |
| 2008 | James Jean            | Process Recess 2                                      | AdHouse                    | - John Cassaday, por Astonishing X-Men (Marvel) e Lone Ranger (Dynamite) - J.G. Jones, por 52 (DC) - Jae Lee, por Dark Tower: The Gunslinger Born (Marvel) - Jim Lee, por All Star Batman and Robin the Boy Wonder (DC) e World of Warcraft (WildStorm/DC) | [ 22 ]               |
| 2008 | James Jean            | Superior Showcase 2                                   | AdHouse                    | - John Cassaday, por Astonishing X-Men (Marvel) e Lone Ranger (Dynamite) - J.G. Jones, por 52 (DC) - Jae Lee, por Dark Tower: The Gunslinger Born (Marvel) - Jim Lee, por All Star Batman and Robin the Boy Wonder (DC) e World of Warcraft (WildStorm/DC) | [ 22 ]               |
| 2009 | James Jean            | Fables                                                | DC/Vertigo                 | - Gabriel Bá, por Casanova (Image) e The Umbrella Academy (Dark Horse) - Jo Chen, por Buffy the Vampire Slayer, Serenity (Dark Horse) e Runaways (Marvel) - Amy Reeder Hadley, por Madame Xanadu (Vertigo/DC) - Matt Wagner, por Zorro (Dynamite) e Grendel: Behold the Devil (Dark Horse) | [ 1 ]                |
| 2009 | James Jean            | The Umbrella Academy                                  | Dark Horse                 | - Gabriel Bá, por Casanova (Image) e The Umbrella Academy (Dark Horse) - Jo Chen, por Buffy the Vampire Slayer, Serenity (Dark Horse) e Runaways (Marvel) - Amy Reeder Hadley, por Madame Xanadu (Vertigo/DC) - Matt Wagner, por Zorro (Dynamite) e Grendel: Behold the Devil (Dark Horse) | [ 1 ]                |
| 2010 | J. H. Williams III    | Detective Comics                                      | DC                         | - John Cassaday, por Irredeemable (BOOM!) e Lone Ranger (Dynamite) - Salvador Larocca, por Invincible Iron Man (Marvel) - Sean Phillips, por Criminal, Incognito (Marvel Icon) e 28 Days Later (BOOM!) - Alex Ross, por Astro City: The Dark Age (WildStorm/DC) e Project Superpowers (Dynamite) | [ 23 ]               |
| 2011 | Mike Mignola          | Hellboy                                               | Dark Horse                 | - Rodin Esquejo, por Morning Glories (Shadowline/Image) - Dave Johnson, por Abe Sapien: The Abyssal Plain (Dark Horse), Unknown Soldier (Vertigo/DC); PunisherMax e Deadpool (Marvel) - David Petersen, por Mouse Guard: Legends of the Guard (Archaia) - Yuko Shimizu, por The Unwritten (Vertigo/DC) | [ 24 ]               |
| 2011 | Mike Mignola          | Baltimore: The Plague Ships                           | Dark Horse                 | - Rodin Esquejo, por Morning Glories (Shadowline/Image) - Dave Johnson, por Abe Sapien: The Abyssal Plain (Dark Horse), Unknown Soldier (Vertigo/DC); PunisherMax e Deadpool (Marvel) - David Petersen, por Mouse Guard: Legends of the Guard (Archaia) - Yuko Shimizu, por The Unwritten (Vertigo/DC) | [ 24 ]               |
| 2012 | Francesco Francavilla | Black Panther                                         | Marvel                     | - Michael Allred, por iZOMBIE (Vertigo/DC) - Victor Kalvachev, por Blue Estate (Image) - Marcos Martin, por Daredevil e Amazing Spider-Man (Marvel) - Sean Phillips, por Criminal: The Last of the Innocent (Marvel Icon) - Yuko Shimizu, por The Unwritten (Vertigo/DC) | [ 25 ]               |
| 2012 | Francesco Francavilla | Lone Ranger                                           | Dynamite                   | - Michael Allred, por iZOMBIE (Vertigo/DC) - Victor Kalvachev, por Blue Estate (Image) - Marcos Martin, por Daredevil e Amazing Spider-Man (Marvel) - Sean Phillips, por Criminal: The Last of the Innocent (Marvel Icon) - Yuko Shimizu, por The Unwritten (Vertigo/DC) | [ 25 ]               |
| 2012 | Francesco Francavilla | Lone Ranger/Zorro                                     | Dynamite                   | - Michael Allred, por iZOMBIE (Vertigo/DC) - Victor Kalvachev, por Blue Estate (Image) - Marcos Martin, por Daredevil e Amazing Spider-Man (Marvel) - Sean Phillips, por Criminal: The Last of the Innocent (Marvel Icon) - Yuko Shimizu, por The Unwritten (Vertigo/DC) | [ 25 ]               |
| 2012 | Francesco Francavilla | Dark Shadows                                          | Dynamite                   | - Michael Allred, por iZOMBIE (Vertigo/DC) - Victor Kalvachev, por Blue Estate (Image) - Marcos Martin, por Daredevil e Amazing Spider-Man (Marvel) - Sean Phillips, por Criminal: The Last of the Innocent (Marvel Icon) - Yuko Shimizu, por The Unwritten (Vertigo/DC) | [ 25 ]               |
| 2012 | Francesco Francavilla | Warlord of Mars                                       | Dynamite                   | - Michael Allred, por iZOMBIE (Vertigo/DC) - Victor Kalvachev, por Blue Estate (Image) - Marcos Martin, por Daredevil e Amazing Spider-Man (Marvel) - Sean Phillips, por Criminal: The Last of the Innocent (Marvel Icon) - Yuko Shimizu, por The Unwritten (Vertigo/DC) | [ 25 ]               |
| 2012 | Francesco Francavilla | Archie Meets Kiss                                     | Archie                     | - Michael Allred, por iZOMBIE (Vertigo/DC) - Victor Kalvachev, por Blue Estate (Image) - Marcos Martin, por Daredevil e Amazing Spider-Man (Marvel) - Sean Phillips, por Criminal: The Last of the Innocent (Marvel Icon) - Yuko Shimizu, por The Unwritten (Vertigo/DC) | [ 25 ]               |
| 2013 | David Aja             | Hawkeye                                               | Marvel                     | - Brandon Graham, por King City, Multiple Warheads e Elephantmen #43 (Image) - Sean Phillips, por Fatale (Image) - Yuko Shimizu, por The Unwritten (Vertigo/DC) - J.H. Williams III, por Batwoman (DC) | [ 26 ]               |
| 2014 | David Aja             | Hawkeye                                               | Marvel                     | - Mike Del Mundo, por X-Men Legacy (Marvel) - Sean Murphy e Jordie Bellaire, por The Wake (DC/Vertigo) - Emma Ríos, por Pretty Deadly (Image) - Chris Samnee, por Daredevil (Marvel) - Fiona Staples, por Saga (Image) | [ 27 ]               |
| 2015 | Darwyn Cooke          | Capas variantes temáticas produzidas para a DC Comics | DC                         | - Mike Del Mundo, por Elektra, X-Men: Legacy, A+X, Dexter, Dexter Down Under (Marvel) - Francesco Francavilla, por Afterlife with Archie (Archie), Grindhouse: Doors Open at Midnight (Dark Horse), The Twilight Zone, Django/Zorro (Dynamite) e X-Files (IDW) - Jamie McKelvie e Matthew Wilson]], por The Wicked + The Divine (Image) e Ms. Marvel (Marvel) - Phil Noto, por Black Widow (Marvel) - Alex Ross, por Astro City (Vertigo/DC), Batman 66: The Lost Episode e Batman 66 Meets Green Hornet (DC/Dynamite) | [ 28 ]               |
| 2016 | David Aja             | Hawkeye Karnak Scarlet Witch                          | Marvel                     | - Rafael Albuquerque, por Ei8ht (Dark Horse) e Huck (Image) - Amanda Conner, por Harley Quinn (DC) - Joëlle Jones, por Lady Killer (Dark Horse) e Brides of Helheim (Oni) - Ed Piskor, por Hip-Hop Family Tree (Fantagraphics) | [ 29 ]               |
| 2017 | Fiona Staples         | Saga                                                  | Image                      | - Mike Del Mundo, por Avengers, Carnage, Mosaic e The Vision (Marvel) - David Mack, por Abe Sapien, BPRD Hell on Earth, Fight Club 2 e Hellboy and the BPRD 1953 (Dark Horse) - Sean Phillips, por Criminal 10th Anniversary Special, Kill or Be Killed (Image) - Sana Takeda, por Monstress (Image) | [ 30 ]               |
| 2018 | Sana Takeda           | Monstress                                             | Image                      | - Jorge Corona, por No. 1 with a Bullet (Image) - Nick Derington, por Mister Miracle (DC) e Doom Patrol (DC Young Animal) - Brian Stelfreeze, por Black Panther (Marvel) - Julian Totino Tedesco, por Hawkeye (Marvel) | [ 31 ] [ 32 ] [ 33 ] |
| 2019 | Jen Bartel            | Blackbird                                             | Image                      | - Nick Derington por Mister Miracle (DC Comics) - Karl Kerschl por Isola (Image) - Joshua Middleton por capas variantes de Batgirl e Aquaman (DC Comics) - Julian Tedesco por Hawkeye e Life of Captain Marvel (Marvel) | [ 34 ]               |
| 2019 | Jen Bartel            | Submerged                                             | Vault                      | - Nick Derington por Mister Miracle (DC Comics) - Karl Kerschl por Isola (Image) - Joshua Middleton por capas variantes de Batgirl e Aquaman (DC Comics) - Julian Tedesco por Hawkeye e Life of Captain Marvel (Marvel) | [ 34 ]               |
| 2020 | Emma Rios             | Pretty Deadly                                         | Image                      | - Jen Bartel, por Blackbird (Image Comics) - Francesco Francavilla, por Archie, Archie 1955, Archie Vs. Predator II, Cosmo (Archie) - David Mack, por American Gods, Fight Club 3 (Dark Horse); Cover (DC) - Julian Totino Tedesco, por Daredevil (Marvel) - Christian Ward, por Machine Gun Wizards (Dark Horse), Invisible Kingdom (Berger Books/Dark Horse) | [ 35 ]               |